# Довга доба
«Довга доба» (англ. The Hardest Hour) — український документальний фільм 2023 року режисера Алана Бадоєва про початок вторгнення Росії в Україну, створений спільно BADOEVTEAM і 1+1 Media. Прем'єра фільму в Україні відбулась 10 лютого 2024 року, а телевізійна прем'єра — 24 лютого того ж року на каналі 1+1 Україна та на їхньому сайті. Згодом він був випущений також на Netflix і на Київстар ТБ. Презентація стрічки також була проведена під час літніх Олімпійських ігор 2024 року в Парижі в Українському домі Volia Space.

## Сюжет
Фільм «Довга доба» розповідає про перші дні російського вторгнення в Україну в лютому 2022 року через особисті історії українців, зняті на їхні смартфони.
«Довга доба» — це збірка відео з телефонів українців, що були зняті після початку повномасштабного вторгнення. Тут є фіксації атак і руйнувань, випадкові кадри з життя цивільних, численні сториз, відеозвіти волонтерів і військових, відеопослання до рідних і близьких тощо.
Режисер Алан Бадоє заявив, що він зробив цей фільм «щоб ніхто вже не зміг переписати історію».

## Знімальна група
- Режисер-постановник: Алан Бадоєв
- Оператор-постановник: Єгор Лабенський
- Художник-постановник: Галина Венгловська
- Композитор: Євген Філатов
- Звукорежисери: Олексій Бевз, Олег Кульчицький
- Режисер монтажу: Яна Мазана
- Продюсери: Алан Бадоєв, Максим Кривицький, Юлія Верткова-Пілунська, Наталія Синельникова

## Нагороди
- 2024: Національний кінофестиваль Cinema for Victory — Головний приз[7][8][9]